# Odznaka harcerska „Za uratowanie życia”
Odznaka harcerska „Za Uratowanie Życia” – honorowe odznaczenie harcerskie za uratowanie życia, nadawane przed II wojną światową przez Naczelnictwo Związku Harcerstwa Polskiego.
Harcerska Odznaka "Za Uratowanie Życia" wprowadzona została w maju 1916 na terenie Królestwa Polskiego. Miała ona wówczas formę ażurowego medalu o średnicy 25 mm, przypominającego rozetę lub podhalański okrągły motyw zdobniczy. Na otoku napis: "ZA URATOWANIE ŻYCIA. CZUWAJ". Wstążka trójkątna, czerwona.
Pierwsze nadanie Odznaki "Za Uratowanie Życia" miało miejsce w 1917, podczas pokazu skautowego w Warszawie. Odznaczonych zostało wówczas 5 harcerzy i 3 harcerki.
Odznaka "Za Uratowanie Życia" nadawana była harcerkom i harcerzom za wyjątkowe bohaterstwo i pogardę dla niebezpieczeństwa przy ocalaniu życia. Organem nadającym było Naczelnictwo ZHP.
Nową wersję Odznaki wprowadzono regulaminem odznak z 1921. Od tej pory była to odznaka występująca w dwóch stopniach: medal srebrny i medal brązowy. Medal o wysokości 25 mm zawieszony był na wstążeczce trójkątnej w kolorze czerwonym. Wielokrotne odznaczenie zaznaczane za pomocą złotych gwoździ nałożonych na wstążeczkę.
W okresie od 1 września 1921 do 31 grudnia 1922 przyznano 10 odznak, m.in. druhom: Stanisławowi Baranowskiemu, Witoldowi Łukwiczowi, Stanisławowi Kowalskiemu, Eugeniuszowi Kroczewskiemu i Ludwikowi Pawlickiemu.
W czasie od 1 stycznia 1923 do czerwca 1939 nadane zostały 63 odznaki, z czego 24 otrzymali harcerze z Wielkopolskiej Chorągwi Harcerzy ZHP (38%).